# 1986-os Formula–1 kanadai nagydíj
Az 1986-os Formula–1-es világbajnokság hatodik futama a kanadai nagydíj volt.

## Futam
| Helyezés | Rajtszám | Versenyző          | Csapat/Motor           | Futott körök | Idő/Kiesés oka | Rajthely | Pontszám |
| -------- | -------- | ------------------ | ---------------------- | ------------ | -------------- | -------- | -------- |
| 1        | 5        | Nigel Mansell      | Williams-Honda         | 69           | 1:42:26,415    | 1        | 9        |
| 2        | 1        | Alain Prost        | McLaren-TAG            | 69           | + 20,659       | 4        | 6        |
| 3        | 6        | Nelson Piquet      | Williams-Honda         | 69           | + 36,262       | 3        | 4        |
| 4        | 2        | Keke Rosberg       | McLaren-TAG            | 69           | + 1:35,673     | 6        | 3        |
| 5        | 12       | Ayrton Senna       | Lotus-Renault          | 68           | + 1 kör        | 2        | 2        |
| 6        | 25       | René Arnoux        | Ligier-Renault         | 68           | + 1 kör        | 5        | 1        |
| 7        | 26       | Jacques Laffite    | Ligier-Renault         | 68           | + 1 kör        | 8        |          |
| 8        | 27       | Michele Alboreto   | Ferrari                | 68           | + 1 kör        | 11       |          |
| 9        | 3        | Martin Brundle     | Tyrrell-Renault        | 67           | + 2 kör        | 19       |          |
| 10       | 15       | Alan Jones         | Lola-Ford              | 66           | + 3 kör        | 13       |          |
| 11       | 4        | Philippe Streiff   | Tyrrell-Renault        | 65           | + 4 kör        | 17       |          |
| 12       | 29       | Huub Rothengatter  | Zakspeed               | 63           | + 6 kör        | 24       |          |
| Kiesett  | 7        | Riccardo Patrese   | Brabham-BMW            | 44           | Turbó          | 9        |          |
| Kiesett  | 21       | Piercarlo Ghinzani | Osella-Alfa Romeo      | 43           | Váltó          | 23       |          |
| Kiesett  | 23       | Andrea de Cesaris  | Minardi-Motori Moderni | 40           | Váltó          | 21       |          |
| Kiesett  | 18       | Thierry Boutsen    | Arrows-BMW             | 38           | Elektronika    | 12       |          |
| Kiesett  | 20       | Gerhard Berger     | Benetton-BMW           | 34           | Turbó          | 7        |          |
| Kiesett  | 28       | Stefan Johansson   | Ferrari                | 29           | Baleset        | 18       |          |
| Kiesett  | 11       | Johnny Dumfries    | Lotus-Renault          | 28           | Baleset        | 16       |          |
| Kiesett  | 14       | Jonathan Palmer    | Zakspeed               | 24           | Motorhiba      | 22       |          |
| Kiesett  | 8        | Derek Warwick      | Brabham-BMW            | 20           | Motorhiba      | 10       |          |
| Kiesett  | 24       | Alessandro Nannini | Minardi-Motori Moderni | 17           | Turbó          | 20       |          |
| Kiesett  | 19       | Teo Fabi           | Benetton-BMW           | 13           | Akkumulátor    | 15       |          |
| Kiesett  | 22       | Christian Danner   | Osella-Alfa Romeo      | 6            | Turbó          | 25       |          |
| Kiesett  | 16       | Patrick Tambay     | Lola-Ford              | 0            | Baleset        | 14       |          |

## Statisztikák
Vezető helyen:
- Nigel Mansell: 63 (1-16 / 22-30 / 32-69)
- Keke Rosberg: 5 (17-21)
- Alain Prost: 1 (31)

Nigel Mansell 4. győzelme, 3. pole-pozíciója, Nelson Piquet 15. leggyorsabb köre.
- Williams 25. győzelme